# 신갈고등학교
신갈고등학교(新葛高等學校)는 대한민국 경기도 용인시 기흥구 상갈동에 있는 사립 고등학교로, 1985년에 개교되었다.

## 학교 연혁
- 1983년 4월 29일 : 학교법인 ‘무아학원’ 설립 인가
- 1984년 12월 29일 : 신갈고등학교 9학급 인가
- 1985년 2월 7일 : 초대 정규성 이사장, 김재호 교장 취임
- 1985년 3월 8일 : 개교 및 신입생 입학식
- 1988년 2월 14일 : 제1회 졸업식 (167명)
- 1991년 12월 1일 : 학교법인 ‘해창학원’ 설립 인가
- 2002년 5월 30일 : 체육관 개관
- 2014년 2월 13일 : 제27회 졸업식(341명, 누계 11,725명)
- 2014년 3월 3일 : 제6대 라만교 교장 취임

## 참고 자료
- 신갈고등학교 - 한국교육학술정보원 학교알리미